# Borjád
Borjád là một thị trấn thuộc hạt Baranya, Hungary. Thị trấn này có diện tích 15,59 km², dân số năm 2010 là 423 người, mật độ 27 người/km².